# Пам'ятки архітектури Володимир-Волинського району
Станом на 1 січня 2009 року у Володимир-Волинському районі Волинської області нараховується 25 пам'яток архітектури, з яких 15 — національного значення.
| № п/п                  | Найменування пам'ятки (матеріал)         | Адреса                     | Дата спорудження (автор) | Охор. № та № у комплексі | Дата і № рішення                                   |
| Національного значення | Національного значення                   | Національного значення     | Національного значення   | Національного значення   | Національного значення                             |
| ---------------------- | ---------------------------------------- | -------------------------- | ------------------------ | ------------------------ | -------------------------------------------------- |
|                        | Святогорський монастир (мур.)            | с. Зимне                   |                          | 88                       | Постанова Ради Міністрів УРСР від 24.08.63 № 970   |
| 1                      | Успенська церква (мур.)                  | -//-                       | 1495 р.                  | 88/1                     | -//-                                               |
| 2                      | Оборонні мури з баштами (мур.)           | -//-                       | 15 ст.                   | 88/2                     | -//-                                               |
| 3                      | Троїцька церква (мур.)                   | -//-                       | 1567 р.                  | 88/3                     | -//-                                               |
| 4                      | Трапезна Святогорського монастиря (мур.) | с. Зимне                   |                          | 88/4                     | -//-                                               |
| 5                      | Миколаївська церква (дер.)               | с. Лудин                   | 1601 р.                  | 91                       | -//-                                               |
| 6                      | Петропавлівська церква (мур.)            | с. Новосілки               | 1783 р.                  | 1014                     | Постанова Ради Міністрів УРСР від 06.09.79 № 442   |
| 7                      | Михайлівська церква (дер.)               | с. Хмелів                  | 1770 р.                  | 1015                     | -//-                                               |
| місцевого значення     |                                          |                            |                          |                          |                                                    |
| 8                      | Будинок І. Ф. Стравінського (мур.)       | м. Устилуг                 | 20 ст.                   | 35-Вл                    | Рішення виконкому обласної ради від 22.07.85 № 228 |
| 9                      | Млин (мур.)                              | с. Зимне                   | 19 ст.                   | 37-Вл                    | -//-                                               |
| 10                     | Вітряний млин (дер.)                     | с. Красностав              | 19 ст.                   | 38-Вл                    | -//-                                               |
| 11                     | Будинок Г. Носенко (мур.)                | м. Устилуг                 | 1900 р.                  | 59-м                     | -//-                                               |
| 12                     | Михайлівська церква (мур.)               | с. Селець                  | 1840 р.                  | 60-м/1                   | Рішення виконкому обласної ради від 27.08.90 № 187 |
| 13                     | Дзвіниця (мур.)                          | с. Селець                  | 1840 р.                  | 60-м/2                   | -//-                                               |
| 14                     | Василівська церква (дер.)                | с. Красностав              | 1741-1903 рр.            | 61-м                     | -//-                                               |
| 15                     | Церква Різдва Богородиці (дер.)          | с. Могильне (Жовтневе)     | 1903 р.                  | 62-м                     | -//-                                               |
| 16                     | Симеонівська церква (дер.)               | с. Суходоли                | 1777-1905 рр.            | 63-м                     | -//-                                               |
| 17                     | Хрестовоздвиженська церква (дер.)        | с. Чесний Хрест (Світанок) | 1904 р.                  | 64-м                     | -//-                                               |
| 18                     | Будинок залізничної станції (мур.)       | с. Бубнів                  | 1930 р.                  | 65-м                     | Рішення виконкому обласної ради від 27.08.90 № 187 |
| 19                     | Соборобогородицька церква (дер.)         | с. Микуличі                | 1778 р.                  | 66-м/1                   | -//-                                               |
| 20                     | Троїцька церква (мур.)                   | с. Микуличі                | 1880 р.                  | 67-м                     | -//-                                               |
| 21                     | Покровська церква (дер.)                 | с. Бобичі                  | 1904 р.                  | 113-м                    | Рішення виконкому обласної ради від 03.04.92 № 76  |
| 22                     | Петропавлівська церква (дер.)            | с. Вощатин                 | 1877 р.                  | 114-м                    | -//-                                               |
| 23                     | Борисоглібська церква (мур.)             | с. Нехвороща               | 1899 р.                  | 115-м/1                  | -//-                                               |
| 24                     | Хрестовоздвиженська церква (дер.)        | с. Хворостів               | 1876 р.                  | 116-м                    | -//-                                               |
| 25                     | Церква Флора і Лавра (мур.)              | с. Яковичі                 | 1877 р.                  | 117-м                    | -//-                                               |
|                        |                                          |                            |                          |                          |                                                    |

## Джерело
- [Архівовано 9 листопада 2016 у Wayback Machine.] Пам'ятки Волинської області